# Corrado Carmassi
Corrado Carmassi (Collesalvetti, 1893 – Livorno, 1982) è stato un pittore italiano.

## Biografia

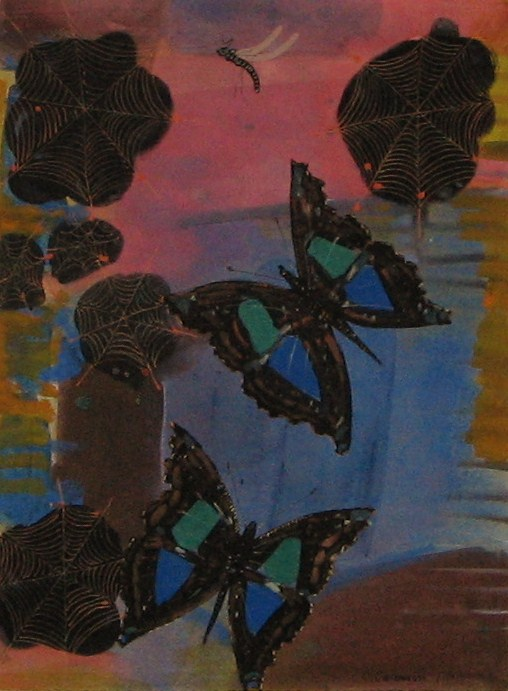
Corrado Carmassi, Farfalle, 1971

Dopo gli studi scolastici trova un impiego come postelegrafonico, girovagando per l'Italia. È solo in età matura, nel 1943, che scopre di avere un talento artistico. Le sue prime prove seguono gli stilemi della pittura fauve francese, mediata dagli asfittici moduli della tradizione labronica, che comunque non si dimostrano preponderanti. Negli anni cinquanta è la volta dell'infatuazione cubista, che dura meno di un decennio, allorché nuove sollecitazioni lo rapiscono violentemente. Si volge verso formule astratte-informali, con un piglio più concettuale.
Partecipa alla VI e alla VII Quadriennale di Roma nel 1951 e nel 1955. Nel 1959 è presente alla terza mostra dell'Eaismo allestita alla Galleria Pascucci di Grosseto, con le opere: Apocalisse, Giardino onirico, Boccia cromatica, Fiore eaista, Composizione e Contaminazione. A metà degli anni sessanta sceglie come soggetto fondante ed avvolgente della sua pittura le farfalle, ritratte prima nelle loro dimensioni reali, e poi come creature abnormi dotate di una valenza psichedelica. Nel 1963 vince la medaglia d'oro all'ambito premio Modigliani di Livorno.